# Takehito Koyasu
Takehito Koyasu (jap. 子安 武人, Koyasu Takehito; * 5. Mai 1967 in Yokohama, Präfektur Kanagawa) ist ein japanischer Synchronsprecher (Seiyū) und Autor.

## Leben und Wirken
Takehito Koyasu gehörte Production Baobab an, bevor er 1999 die Agentur T's Factory gründete und deren leitender Direktor wurde. Er ist in über 300 Animes zu hören, darunter als Kururu in Sgt. Frog, Gamlin Kizaki in Macross 7, Hotohori in Fushigi Yuugi, Ryōsuke Takahashi in Initial D, Gym Ghingnham in Turn A Gundam, Snufkin in Mumins, Keiki in Die Zwölf Königreiche, Dio Brando in JoJo’s Bizarre Adventure, Zeke Jäger in Attack on Titan und Ran/Aya in Weiß Kreuz.
Takehito Koyasu war auch Texter der Weiß-Kreuz-Manga Weiß – An Assassin and White Shaman und Weiß Side B.

## Rollen (Auswahl)
- Angel Sanctuary (Sakuya Kira)
- Angelique (Olivie)
- Appleseed (Hades)
- Assassination Classroom (Gastro)
- Attack on Titan (Zeke Jäger)
- Battle Arena Toshinden (Kayin Amoh)
- Betterman (Betterman Lamia)
- Bleach (Pesche Guatiche)
- Bobobo-bo Bo-bobo (Bobobo-bo Bo-bobo)
- Cinderella Boy (Ranma)
- Dragon Quest: Adventure of Dai (Mystvearn)
- Detektiv Loki (Frey)
- Die Zwölf Königreiche (Keiki)
- DNA² (Ryūji Sugashita)
- Excel Saga (Ilpalazzo)
- Fushigi Yuugi (Hotohori)
- Gate Keepers (Chōtarō Banba)
- Get Backers (Jubei Kakei)
- Gintama (Shinsuke Takasugi)
- Gravitation (Sakano)
- Gundam Seed (Mu La Flaga)
- Gundam Wing (Zechs Merquise/Milliardo Peacecraft)
- Gungrave (Balladbird Lee)
- Hakushaku to Yōsei (Kelpie)
- Hatenkō Yūgi (Seratiido Anadis)
- Hellsing (Luke Valentine)
- Hunter × Hunter (Dalzollene)
- Initial D (Ryōsuke Takahashi)
- JoJo no Kimyō na Bōken (Dio Brando)
- Kaguya-sama: Love is War (Papa Shirogane)
- Kimetsu no Yaiba (Hand Demon)
- Koutetsu Sangokushi (Kōmei Shōkatsuryō)
- Macross 7 (Gamlin Kizaki)
- Mahoromatic (Ryūga Tō)
- Majin Tantei Nōgami Neuro (Nōgami Neuro)
- Meine Liebe (Isaac Cavendish)
- Mumins (Snufkin)
- Myself; Yourself (Shūsuke Wakatsuki)
- Neon Genesis Evangelion (Shigeru Aoba)
- One Piece (Aokiji / Kuzan)
- One Punch Man (Gyoro Gyoro)
- Papa to Kiss in the Dark (Takayuki Utsunomiya)
- Persona -trinity soul- (Ryō Kanzato)
- Planetes (Yuri Mihairokov)
- Ragnarok the Animation (Keough)
- Red Garden (Hervé Girardot)
- Re:Zero – Starting Life in Another World (Roswaal L. Mathers)
- Rosario + Vampire (Nazo Kōmori)
- Rurouni Kenshin – Meiji Kenkaku Romantan – Ishin Shishi e no Requiem (Sadashirō Kajiki)
- Saiunkoku Monogatari (Sakujun Sa)
- Samurai 7 (Ukyo)
- Samurai Deeper Kyo (Hotaru, Hanzō Hattori)
- Sengoku Basara (Sasuke Sarutobi)
- Sgt. Frog (Kururu)
- Shaman King (Faust VIII)
- Food Wars! Shokugeki no Soma (Gin Dojima)
- New Fist of the North Star (Kenshirō)
- Shōjo Kakumei Utena (Tōga Kiryū)
- Sk8 the Infinity (Adam)
- Soul Eater (Excalibur)
- Spriggan (Jean Jacques Mondo)
- Tales of the Abyss (Jade Curtiss)
- Tensei Shitara Slime Datta Ken (Clayman)
- Terra e... (Keith Anyan)
- Turn A Gundam (Gym Ghingnham)
- Uncle from Another World (Onkel Yōsuke Shibazaki)
- Violet Evergarden (Claudia Hodgins)
- Weiß Kreuz (Ran/Aya Fujimiya)
- Yakitate!! Japan (Ryō Kuroyanagi)
- Yu-Gi-Oh! (Pandora)
- Yu-Gi-Oh! GX (Saiō Takuma)
- Zetsuai (Takuto Izumi)
- Zoku Sayonara Zetsubō Sensei (Kei Itoshiki)
- To Your Eternity (Bonchien Nicoli La Tasty Peach Uralis)